# Maria Lovisa de Broen
Maria Lovisa de Broen, född 3 mars 1786 i Stockholm, död 19 december 1839 i Västerås, Västmanlands län, var en svensk skådespelare vid Djurgårdsteatern. 

## Biografi
Maria Lovisa de Broen föddes 3 mars 1786 i Stockholm. Hon var dotter till skådespelarna Abraham de Broen och Maria Elisabet de Broen. De Broen var från 1801 till 1804 anställd vid Djurgårdsteatern i Stockholm. 1805 gifte hon sig med länsbokhållaren i Västmanlands län Johan Fredrik Kallerman. Hon avled 19 december 1839 i Sankt Ilians församling i Västerås, Västmanlands län.